# Mistrzostwa Afryki w boksie
Mistrzostwa Afryki w boksie amatorskim rozgrywane są przez AFBC od 1962 roku. Rywalizacja kobiet wkroczyła w 2001 roku, a w 2017 roku po raz pierwszy na mistrzostwach pojawili się razem mężczyźni i kobiety.

## Mężczyźni
| Rok  | Edycja                   | Miejsce                         | Data               |
| ---- | ------------------------ | ------------------------------- | ------------------ |
| 1962 | I Mistrzostwa Afryki     | Kair, Egipt                     |                    |
| 1964 | II Mistrzostwa Afryki    | Akra, Ghana                     |                    |
| 1966 | III Mistrzostwa Afryki   | Lagos, Nigeria                  |                    |
| 1968 | IV Mistrzostwa Afryki    | Lusaka, Zambia                  |                    |
| 1972 | V Mistrzostwa Afryki     | Nairobi, Kenia                  | czerwiec           |
| 1974 | VI Mistrzostwa Afryki    | Kampala, Uganda                 | listopad           |
| 1979 | VII Mistrzostwa Afryki   | Bengazi, Libia                  | lipiec             |
| 1983 | VIII Mistrzostwa Afryki  | Kampala, Uganda                 |                    |
| 1994 | IX Mistrzostwa Afryki    | Johannesburg, Południowa Afryka |                    |
| 1998 | X Mistrzostwa Afryki     | Algier, Algieria                | maj                |
| 2001 | XI Mistrzostwa Afryki    | Port Louis, Mauritius           | 14–20 maja         |
| 2003 | XII Mistrzostwa Afryki   | Jaunde, Kamerun                 | 9–18 maja          |
| 2005 | XIII Mistrzostwa Afryki  | Casablanca, Maroko              | 29 kwietnia–8 maja |
| 2007 | XIV Mistrzostwa Afryki   | Antananarywa, Madagaskar        | 21–27 maja         |
| 2009 | XV Mistrzostwa Afryki    | Vacoas-Phoenix, Mauritius       | 21–26 lipca        |
| 2011 | XVI Mistrzostwa Afryki   | Jaunde, Kamerun                 | 3–10 czerwca       |
| 2015 | XVII Mistrzostwa Afryki  | Casablanca, Maroko              | 18–23 sierpnia     |
| 2017 | XVIII Mistrzostwa Afryki | Brazzaville, Kongo              | 18–25 czerwca      |

## Kobiety
| Rok  | Edycja                                 | Miejsce            | Data          |
| ---- | -------------------------------------- | ------------------ | ------------- |
| 2001 | I Mistrzostwa Afryki Kobiet            | Kair, Egipt        | 5–9 lipca     |
| 2010 | II Mistrzostwa Afryki Kobiet           | Jaunde, Kamerun    | 23–28 marca   |
| 2014 | III Mistrzostwa Afryki Kobiet          | Jaunde, Kamerun    | 3–7 marca     |
| 2017 | XVIII (IV) Mistrzostwa Afryki (Kobiet) | Brazzaville, Kongo | 18–25 czerwca |